# Souto da Velha
Souto da Velha is een plaats (freguesia) in de Portugese gemeente Torre de Moncorvo en telt 125 inwoners (2001).